# Ka'ba-ye Zartosht
Pour les articles homonymes, voir Ka'ba (homonymie).

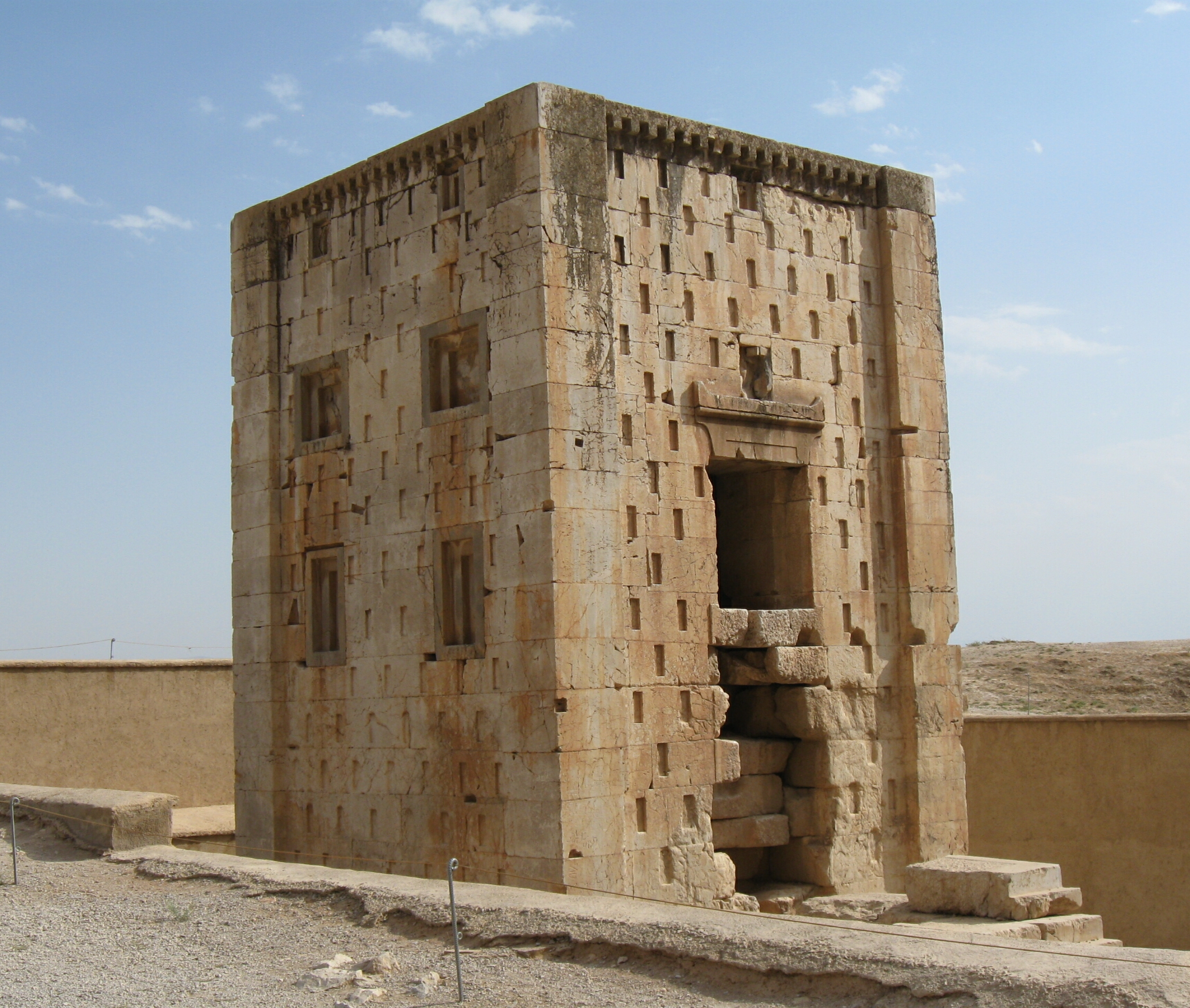
Ka'ba-ye Zartosht

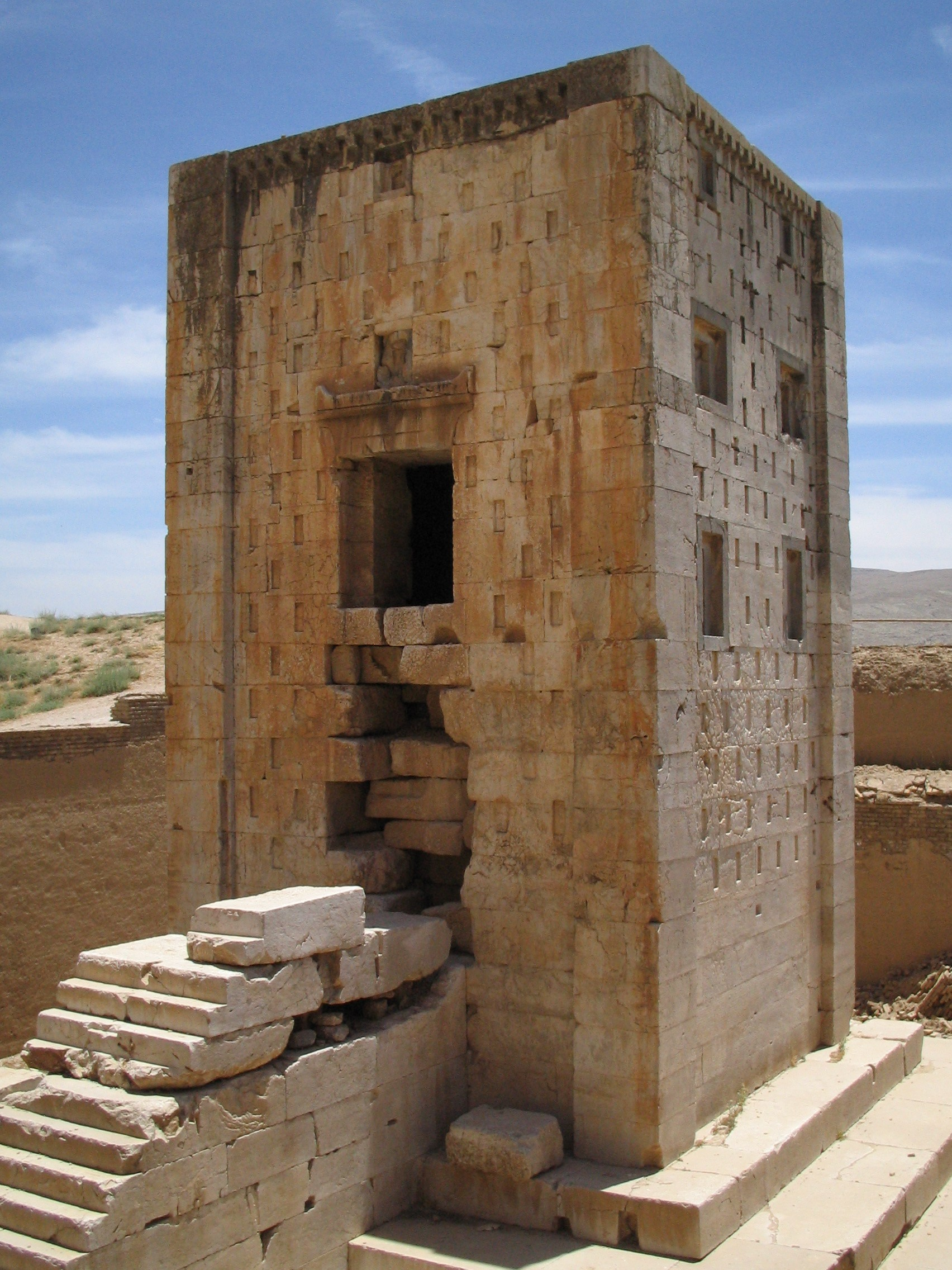
Ka'ba zoroastrienne.

Ka'ba-ye Zartosht (en persan : کعبه زرتشت, la Ka'ba de Zoroastre), est une tour en pierre qui faisait partie d'un ensemble plus vaste en brique crue, aujourd'hui disparu. Ce monument religieux achéménide se situe dans le site archéologique de Naqsh-e Rostam, qui remonte à 2 400 ans, se trouvant à proximité de Persépolis et de la ville de Chiraz, capitale de la province du Fars, en Iran. 
Édifié au Ve ou au IVe siècle av. J.-C. au pied d'une falaise sacrée, ce temple est demeuré en fonction au moins jusqu'au IIIe siècle de notre ère, peut-être même jusqu'à l'islamisation de la Perse. Vers 270 le roi sassanide Shapur Ier a fait graver sur un de ses murs une inscription trilingue (grec, parthe, et perse) résumant les hauts-faits de son règne, qu'on appelle les Res Gestae Divi Saporis. 